# RedZone
RedZone es un dúo de composición y producción musical estadounidense, conformado por Christopher "Tricky" Stewart y Penelope Magnet.
Su trabajo de mayor éxito comercial fue la canción "Me Against the Music" de Britney Spears con Madonna, la cual fue lanzada en el año 2003 por el sello Jive Records como el primer sencillo del cuarto álbum de estudio de Britney Spears, In the Zone. Tras ello, "Me Against the Music" se posicionó N.º 1 en las listas musicales de canciones de Australia, Dinamarca e Irlanda, y en la European Hot 100 de Billboard.